# Anoplophora decemmaculata
Anoplophora decemmaculata là một loài bọ cánh cứng trong họ Cerambycidae.